# Sede titolare di Cerinia
Cerinia (in latino: Ceryniensis) è una sede titolare vescovile della Chiesa cattolica.

## Storia
Cerinia, sulla costa settentrionale dell'isola di Cipro, è un'antica sede episcopale dipendente dall'arcidiocesi di Salamina; ancora oggi è una delle diocesi greco-ortodosse della Chiesa ortodossa di Cipro.
La diocesi venne fondata in epoca antica nella città di Cerinia, oggi meglio conosciuta come Kyrenia o Girne. Il martirologio romano (6 maggio) ricorda la figura del vescovo Teodoto, che subì il martirio all'epoca dell'imperatore Licinio. Incerta è l'attribuzione di altri vescovi a questa diocesi, per l'omonimia, nelle fonti antiche, con la diocesi di Cirene nella Libia Pentapolitana. Raymond Janin attribuisce a Cerinia due vescovi nel primo millennio: Zenone, che prese parte al concilio di Efeso del 431; e Rufo che partecipò al brigantaggio di Efeso nel 449. Lo stesso autore tuttavia attribuisce Rufo anche alla sede di Cirene. Non si conoscono altri vescovi greci fino al XVII secolo.
Quando l'isola fu conquistata dagli eserciti crociati alla fine del XII secolo, fu istituita la gerarchia di rito latino con il beneplacito di papa Celestino III. Cerinia tuttavia non fu compresa tra le diocesi latine, ed il suo territorio venne inglobato in quello dell'arcidiocesi di Nicosia. Le Quien nel Settecento ha stilato una serie episcopale latina di Cerinia, confondendo però questi vescovi con quelli titolari di Cirene o con altre sedi omonime, ed inducendo così in errore molti autori successivi; in realtà non è mai esistita una diocesi latina di Cerinia nel Medioevo.
Dal 1933 Cerinia è annoverata tra le sedi vescovili titolari della Chiesa cattolica; la sede è vacante dal 29 dicembre 1976.

## Cronotassi dei vescovi titolari
La presente cronotassi potrebbe risultare incompleta a causa dell'omonimia con la sede di Cirene.
- Arnaud de Arceto, O.E.S.A. † (20 aprile 1517 - ?)
- Nicola Melchiorre, O.P. † (12 aprile 1518 - ?)
- Francesco Marturano, O.F.M. † (18 dicembre 1523 - ?)
- Ardouin de Saint-Germain † (30 maggio 1533 - ?)
- Baltasar de Heredia, O.P. † (11 febbraio 1536 - 6 luglio 1541 nominato vescovo di Bosa)
- Pedro Gau, O.P. † (15 marzo 1542 - 1548 deceduto)
- Juan Punyet, O.F.M. † (25 ottobre 1549 - ?)
- Giovanni Fortiguerra † (4 giugno 1567 - 26 aprile 1574 nominato vescovo di Bitonto)
- Antonio Govea, O.S.A. † (19 agosto 1611 - 1651 deceduto)
- Josef Zimmermann † (28 novembre 1952 - 29 dicembre 1976 deceduto)